# Wolfgang Seiler (Klimaforscher)
Wolfgang Seiler (* 22. Januar 1940 in Remscheid) ist ein deutscher Biogeochemiker und Klimaforscher.

## Werdegang
Seiler studierte von 1961 bis 1969 Meteorologie an der Universität Mainz und schloss dieses Studium mit dem Diplom ab. Im Jahre 1970 promovierte er sich dort auch in Meteorologie (Dr. rer. nat.). Zehn Jahre später habilitierte er sich an der ETH Zürich im Fachgebiet Luftchemie. Von 1980 bis 1982 hatte er auch einen Lehrauftrag an der ETH Zürich. Von 1980 bis 1989 war er Gastprofessor am Georgia Institute of Technology, Atlanta, USA sowie von 1989 bis 1990 Research Professor of Environmental Sciences an der University of Virginia, Charlotteville, USA.
Seiler arbeitete als wissenschaftlicher Assistent am Institut für Meteorologie der Universität Mainz (1969–1985) und war gleichzeitig Wissenschaftler und Leiter der Arbeitsgruppe „Spurengase“ am Max-Planck-Institut für Chemie (MPI), Mainz (1978). Darauf folgte ein Forschungsaufenthalt am National Center for Atmospheric Research (NCAR), Boulder, USA, wo er zusammen mit Paul J. Crutzen forschte.
Von 1986 bis 2001 war Seiler Direktor des Fraunhofer-Instituts für Atmosphärische Umweltforschung und von 2001 bis September 2007 Direktor des Instituts für Meteorologie und Klimaforschung (IMK-IFU) des Forschungszentrums Karlsruhe (heute Karlsruher Instituts für Technologie). Im Jahre 1998 wurde er zum Honorarprofessor an der Universität Augsburg ernannt.
Seiler war Initiator des Bayerischen Klimaforschungsverbundes BayFORKLIM von 1990 bis 1999 und geistiger Vater der Umweltforschungsstation Schneefernerhaus.
Seiler hat in Deutschland die Biogeochemie mitbegründet und gilt nach Thomson Reuters Highly Cited Research als einer der vielfach zitierten Autoren im Bereich Geowissenschaften.

## Mitgliedschaften
- Mitglied der Enquete-Kommission des 11. und 12. Deutschen Bundestages „Vorsorge zum Schutz der Erdatmosphäre“ (1987–1995)
- Mitglied des Klimabeirats der Deutschen Bundesregierung (1988–1996)
- Mitglied des Sachverständigenkreises für Globale Umweltaspekte (GUA) des BMBF (2000–2003)
- Mitglied des wissenschaftlichen Beirats des Wissenschaftlichen Zentrums für Umweltsystemforschung der Universität Kassel (Seit 2003)
- Mitglied im Wissenschaftlichen Beirat der Stiftung für die Rechte zukünftiger Generationen (SRzG) (Seit 2003)
- Vorsitzender des wissenschaftlichen Beirats der Klimaschutz-Initiative „CO2NTRA“ der Firma Isover (Seit 2004)

## Wichtige Publikationen (Auswahl durch das Institute for Scientific Information)
- Kramm, G., Dlugi, R., Dollard, G.J., Foken, T., Mölders, N., Müller, H., Seiler, W., Sievering, H. On the dry deposition of ozone and reactive nitrogen species. Atmospheric Environment 29 3209 - 3231, 1995.
- Wassmann, R., Neue, H.U., Lantin, R.S., Aduna, J.B., Alberto, M.C.R., Andales, M.J., Tan, M.J., Vandergon, H.A.C.D., Hoffmann, H., Papen, H., Rennenberg, H., Seiler, W. TEMPORAL PATTERNS OF METHANE EMISSIONS FROM WETLAND RICE FIELDS TREATED BY DIFFERENT MODES OF N-APPLICATION. Journal of Geophysical Research-Atmospheres 99 16457 - 16462, 1994.
- Martius, C., Wassmann, R., Thein, U., Bandeira, A., Rennenberg, H., Junk, W., Seiler, W. METHANE EMISSION FROM WOOD-FEEDING TERMITES IN AMAZONIA. Chemosphere 26 623 - 632, 1993.
- Wassmann, R., Schütz, H., Papen, H., Rennenberg, H., Seiler, W., Aiguo, D., Shen, R.X., Shangguan, X.J., Wang, M.X. QUANTIFICATION OF METHANE EMISSIONS FROM CHINESE RICE FIELDS (ZHEJIANG PROVINCE) AS INFLUENCED BY FERTILIZER TREATMENT. Biogeochemistry 20 83 - 101, 1993.
- Wassmann, R., Wang, M.X., Shangguan, X.J., Xie, X.L., Shen, R.X., Wang, Y.S., Papen, H., Rennenberg, H., Seiler, W. 1ST RECORDS OF A FIELD EXPERIMENT ON FERTILIZER EFFECTS ON METHANE EMISSION FROM RICE FIELDS IN HUNAN-PROVINCE (PEOPLES-REPUBLIC-OF-CHINA). Geophysical Research Letters 20 2071 - 2074, 1993.
- Slemr, F., Seiler, W. FIELD-STUDY OF ENVIRONMENTAL VARIABLES CONTROLLING THE NO EMISSIONS FROM SOIL AND THE NO COMPENSATION POINT. Journal of Geophysical Research-Atmospheres 96 13017 - 13031, 1991.
- Brunke, E.G., Scheel, H.E., Seiler, W. TRENDS OF TROPOSPHERIC CO, N2O AND CH4 AS OBSERVED AT CAPE POINT, SOUTH-AFRICA. Atmospheric Environment Part A-General Topics 24 585 - 595, 1990.
- Reichle, H.G., Connors, V.S., Holland, J.A., Sherrill, R.T., Wallio, H.A., Casas, J.C., Condon, E.P., Gormsen, B.B., Seiler, W. THE DISTRIBUTION OF MIDDLE TROPOSPHERIC CARBON-MONOXIDE DURING EARLY OCTOBER 1984. Journal of Geophysical Research-Atmospheres 95 9845 - 9856, 1990.
- Scheel, H.E., Brunke, E.G., Seiler, W. TRACE GAS MEASUREMENTS AT THE MONITORING STATION CAPE POINT, SOUTH-AFRICA, BETWEEN 1978 AND 1988. Journal of Atmospheric Chemistry 11 197 - 210, 1990.
- Schütz, H., Seiler, W., Conrad, R. INFLUENCE OF SOIL-TEMPERATURE ON METHANE EMISSION FROM RICE PADDY FIELDS. Biogeochemistry 11 77 - 95, 1990.
- Seiler, W., Crutzen P.J.: Estimates of gross and net fluxes of carbon between the biosphere and the atmosphere from biomass burning. Climate Change. 1979